# Bøstrand
Bøstrand est une localité du comté de Nordland, en Norvège.

## Géographie
Administrativement, Bøstrand fait partie de la kommune de Ballangen.